# 브루스 솔로몬

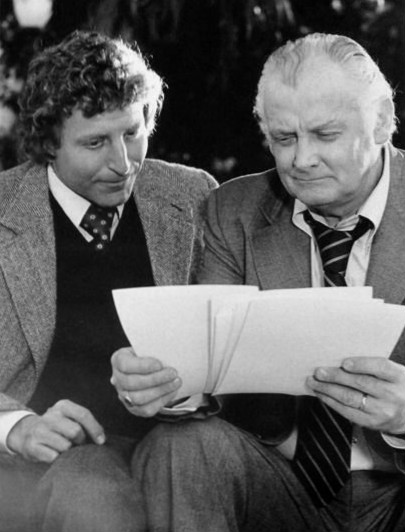

브루스 솔로몬(Bruce Solomon, 1944년 8월 12일 ~ )은 미국의 텔레비전 배우, 영화배우, 배우이다.
뉴욕에서 태어났다.

## 영화
- 오토 포커스 (2002년)
- 페이탈 컨플리트 (2000년)
- 해리슨의 꽃 (2000년)
- 낫츠 랜딩 (1979년)
- 파울 플레이 (1978년)